# صموئيل أولسون
صموئيل أولسون (بالسويدية: Samuel Ohlsson)‏ هو لاعب كرة قدم سويدي في مركز الدفاع، ولد في 13 مايو 2001 في السويد. شارك مع منتخب السويد تحت 17 سنة لكرة القدم. أما مع النوادي، فقد لعب مع نادي غوتبورغ.

## وصلات خارجية
- صموئيل أولسون على موقع اتحاد السويد (السويدية)
- صموئيل أولسون على موقع قاعدة بيانات كرة القدم.إي يو (الإنجليزية)